# سیارک ۱۱۹۴۹
سیارک ۱۱۹۴۹ (به انگلیسی: 11949 Kagayayutaka، نامگذاری:1993SD2) یازده هزار و نهصد و چهل و نهمین سیارک کشف شده‌است که در ۱۹ سپتامبر ۱۹۹۳ کشف شد.
قدر مطلق سیارک برابر ۵۸٫۸ است.